# Astragalus esferayanicus
Astragalus esferayanicus är en ärtväxtart som beskrevs av Dieter Podlech och Maassoumi. Astragalus esferayanicus ingår i släktet vedlar, och familjen ärtväxter. Inga underarter finns listade i Catalogue of Life.